# Mariliana ocularis
Mariliana ocularis là một loài bọ cánh cứng trong họ Cerambycidae.